# Lamsin de Vos
Lamsin de Vos (ca. 1310 - na 1374) was burgemeester van Brugge.

## Levensloop
Lamsin de Vos was lid van de nering van wolwevers. Hij bracht het bij herhaling tot deken in deze nering, die zich liet kennen als een aanhanger van Jacob van Artevelde en een voorstander van commercieel bondgenootschap met Engeland.
Hij werd in 1348 zoals veel anderen door de graaf van Vlaanderen, Lodewijk van Male, verbannen, als gevolg van het oproer waarbij de wevers zich aan de kant van de Engelsen hadden geschaard, terwijl de graaf de zijde van de Franse koning koos. Dit duurde echter niet lang en weldra kregen de meesten verlof om terug te keren. De Vos was een onder hen.
In 1362 werd hij schepen van de stad. Hij werd burgemeester van de schepenen in 1365 en 1371. Hij was burgemeester van de raadsleden in 1366, 1370 en 1372. Hij werd nog een laatste maal schepen in 1374.